# グラッド・トゥ・ビー・ゲイ
「グラッド・トゥ・ビー・ゲイ」（Glad to Be Gay）は、トム・ロビンソン・バンドが1978年に発表した4曲入りのEP『Rising Free』に収録された楽曲。グループの代表作の一つであり、英国のゲイ・アンセムとも評されている。

## 概要
トム・ロビンソンは1976年からロンドンで音楽活動を始めた。そしてセックス・ピストルズの率直で何物にも挑戦的なスタイルに影響を受け、その年にロンドンで行われたプライド・パレードに向けた歌を書こうと考えた。手本にしたのはボブ・ディランの新作アルバム『欲望』に収録されていた「サラ」だった。「でもディランの曲を盗むことなんかできないことに気づいたから、結局メロディは新しく書いた。コーラスを付け加えてアップビートでスイング調の曲に直した」とロビンソンはのちに語っている。
ロビンソンに必要なのはバンドだった。旧友のギタリストのダニー・カストウに声をかけ、次に音楽誌にベーシストとドラマーの求人広告を出した。ドラマーはドルフィン・テイラーに決まった。ベーシストのオーディションはマーク・アンブラーと出会うまで続けられた。アンブラーは数日後、実は弾いているのはキーボードであること、ジャズ・ピアニストのスタン・トレイシーのもとで長年ピアノを学んでいることを打ち明けた。ロビンソンはアンブラーのハモンドオルガンを聴くと、ベースは自分が弾かなくてはらなないことを悟った。こうして1976年末までに4人組のグループが結成された。バンド名はトム・ロビンソン・バンドに決まった。ロビンソン以外の3人はいずれもストレートだった。
英国では1967年7月にイングランドとウェールズで、21歳以上の男性同士の同性愛行為がようやく合法化された。しかしゲイに対する警察当局の偏見と嫌悪は根強く残っていた。「グラッド・トゥ・ビー・ゲイ」の1番のヴァースでロビンソンは次のように歌う。「世界一優秀だとされるイギリスの警察／けれど俺が聞いた話ではあいつらは信じられないようなことをしている／容赦なく俺たちのパブを襲い／客を壁に一列に並ばせ／気晴らしに選んだ奴をたたきのめす／逮捕に抵抗すれば／抵抗した奴の家を探し出しホモ呼ばわりする／こんなことが現実に起こってるだなんて信じられない」
2番のヴァースでロビンソンは、『プレイボーイ』や『ティット・ビッツ』や『ザ・サン』の紙面を飾る裸の女性たちの写真が許されて、ヌードを一枚も載せていない“われらが”『Gay News』がわいせつ罪で訴えられるのはどう考えてもおかしい、と主張する。
トム・ロビンソン・バンドは1977年10月発売のシングル「2-4-6-8 Motorway」でデビュー。いきなり全英チャート5位とヒットを飛ばし、グループは同年11月にロンドンのライシーアム劇場で行ったコンサートの音源をレコードとして出すこととなった。1978年1月27日、『Rising Free』と題する4曲入りのEPが発売。「グラッド・トゥ・ビー・ゲイ」はA面2曲目に収録された。プロデューサーはクリス・トーマスが務めた。EPも全英18位を記録した。本作品は4曲中もっとも人気のある曲となったが、BBC Radio 1は「Top 40 Chart Show」でかけることを拒否し、代わりに1曲目の「Don't Take No for an Answer」をかけた。一方、DJのジョン・ピールは構わず放送した。ライバル局のCapital Radioではリスナーの投票による「ヒットライン・チャート」で6週にわたり1位を記録した。
1978年5月発売のファースト・アルバム『Power in the Darkness』には収録されなかった。しかし2枚組として発売されたアメリカ盤にはEP4曲すべてが収録された。
1982年9月にトム・ロビンソン名義で発売されたライブ・アルバム『Cabaret '79』にライブ・バージョンが収録された。